# Townley Haas
Townley Haas (n. 13 decembrie 1996, Richmond, Virginia, SUA) este un înotător american, medaliat olimpic. A participat la 2 ediții ale Jocurilor Olimpice (2016, 2020) în care a câștigat o medalie de aur.